# Старший солдат
Ста́рший солдат — вище військове звання солдатського (рядового) складу в Збройних силах України. Раніше це військове звання в армії України мало назву «єфрейтор». Звання старшого солдата вище за звання солдата та нижче за молодшого сержанта. Разом зі званням солдата належить до рядового складу армії.
У ВМС України званню старшого солдата відповідає звання старший матрос.
Старший солдат (старший матрос) є помічником командира відділення та зобов’язаний допомагати командирові відділення в навчанні солдатів, заміщувати його у разі відсутності.
Попередні знаки розрізнення старшого солдата, Україна
|                |                |                |
| 1991-2016      | 1991-2016      | 2009-2016      |
| Сухопутні сили | Повітряні сили | Повітряні сили |